# Bill Cheesbourg
Bill Cheesbourg (n. 12 iunie 1927, Tucson, Arizona – d. 6 noiembrie 1995, Tucson, Arizona) a fost un pilot de curse auto american care a evoluat în Campionatul Mondial de Formula 1 între anii 1957 și 1959.